# Eddy Verstraeten
Eddy Verstraeten, né le 15 septembre 1948 à Louvain et mort le 7 décembre 2005 à Booischot, est un coureur cycliste belge, professionnel de 1970 à 1981.

## Palmarès

### Palmarès amateur
- 1970
  - 9e étape de la Course de la Paix
  - 1rea et 8ea étapes du Tour de Belgique amateurs
  - Trofee Het Volk
  - 2e de la Flèche ardennaise

### Palmarès professionnel
- 1971
  - Circuit du Brabant central
  - 2e du Tour des onze villes
  - 3e du Grand Prix Beeckman-De Caluwé
- 1972
  - Harelbeke-Poperinge-Harelbeke
  - Circuit de Belgique centrale
  - 2e de Bruxelles-Ingooigem
  - 2e du Grand Prix de Hannut
  - 3e d'À travers la Belgique
- 1973
  - Trèfle à Quatre Feuilles
  - Harelbeke-Poperinge-Harelbeke
  - 2eb étape du Tour de France
  - Circuit du Port de Dunkerque
  - 3e du Circuit du Tournaisis
- 1974
  - Grand Prix de Hannut
  - Hyon-Mons
  - 2e de Kuurne-Bruxelles-Kuurne
  - 2e de la Maaslandse Pijl
  - 2e du Circuit du Sud-Ouest
  - 3e du Grand Prix de la ville de Zottegem
  - 3e du Grand Prix de Denain
- 1975
  - Grand Prix Pino Cerami
  - 2e du Circuit du Pays de Waes
  - 2e du Circuit de la vallée de la Senne
- 1976
  - Circuit du Pays de Waes
  - 3e de la Maaslandse Pijl
  - 3e de Milan-Turin
  - 3e du Grote Prijs Dr. Eugeen Roggeman
- 1977
  - 2e du Circuit de Neeroeteren
  - 2e du Prix national de clôture
  - 2e du Grote Prijs Dr. Eugeen Roggeman
- 1978
  - Tour du Nord-Ouest de la Suisse
  - Grand Prix du 1er mai
  - 2e de Harelbeke-Poperinge-Harelbeke
  - 2e du Circuit des bords flamands de l'Escaut
  - 3e du Circuit de Flandre orientale
  - 3e de la Puivelde Koerse
- 1979
  - 5e étape du Tour de Belgique
  - 2e du Circuit Escaut-Durme
  - 2e du Grand Prix E5
- 1980
  - 3e du Grand Prix Betekom
  - 3e du Grand Prix de la ville de Vilvorde
- 1981
  - Grand Prix Betekom
  - 2e de Bruxelles-Ingooigem

## Résultats sur les grands tours

### Tour de France
3 participations 
- 1972 : 67e
- 1973 : hors-course (8e étape), vainqueur des 2ea (contre-la-montre par équipes) et 2eb étapes
- 1981 : 108e

### Tour d'Espagne
1 participation 
- 1972 : hors délais (5e étape)